# Гелон (тиран)
Гелон I (др.-греч. Γέλων, ум. 478 до н. э.) — тиран сицилийских городов Гела и Сиракузы (поочередно); сын Диномена. Вел успешные войны с Карфагеном и сумел распространить свою власть на большую часть территории Сицилии.

## Биография
Гелон служил сначала в качестве начальника конницы при тиране Гиппократе Гельском, после смерти которого с 491 г. до н. э. управлял Гелой (откуда был родом), первоначально в качестве опекуна сыновей Гиппократа, потом самостоятельно. Вернул в Сиракузы изгнанных оттуда гаморов и с их помощью в 485 г. до н. э. овладел здесь тиранией. Перестроил почти весь город заново, разбил в 480 г. до н. э. при Гимере карфагенян, которые вторглись в Сицилию по наущению Ксеркса, мстившего Гелону за его союз с афинянами; распространил своё владычество почти на всю Сицилию и по желанию народа принял царский титул. Захватил Камарину и поставил там тираном Главка. Ему наследовал в 478 г. до н. э. его брат Гиерон.
Был женат на Дамарете, дочери Ферона тирана Акраганта.